# تريازولام
تريازولام (بالإنجليزية: Triazolam)‏ (الاسم التجاري الأصلي Halcion) هو مهدئ للاكتئاب في الجهاز العصبي المركزي (CNS) من فئة تريازولوبنزوديازيبين. لديه خصائص دوائية مماثلة لتلك الخاصة بالبنزوديازيبينات الأخرى، ولكن يستخدم بشكل عام فقط كمسكن لعلاج الأرق الشديد. بالإضافة إلى الخواص المنومة، تظهر أيضًا خصائص خواص تريازولام التي تسبب فقدان الذاكرة ومزيل القلق ومضادات الاختلاج وارتخاء العضلات أيضًا. نظرًا لمفعوله القصير، فإن تريازولام غير فعال للمرضى الذين يعانون من الاستيقاظ المتكرر أو الاستيقاظ المبكر.
حصلت تريازولام في البداية على براءة اختراع في عام 1970، وتم بيعها في الولايات المتحدة في عام 1982.

## الاستخدامات الطبية
يستخدم التريازولام عادة لعلاج الأرق الحاد واضطرابات نوم اليومي، بما في ذلك اضطراب الرحلات الجوية الطويلة. إنه البنزوديازيبين المثالي لهذا الاستخدام بسبب فعاليته القصيرة. إنه يجعل الشخص ينام لمدة 1.5 ساعة، مما يسمح لمستخدمه بتجنب النعاس في الصباح. يستخدم تريازولام أيضًا في بعض الأحيان كمساعد في الإجراءات الطبية التي تتطلب تخديرًا أو لتقليل القلق أثناء الأحداث القصيرة، مثل فحوصات التصوير بالرنين المغناطيسي وإجراءات الأسنان غير الجراحية. غير أن تريازولام غير فعال في الحفاظ على النوم، نظرًا لفعاليته القصيرة، مع إظهار كوازِيبام التفوق.
كثيرا ما يوصف تريازولام كوسيلة مساعدة للنوم للمسافرين على الرحلات القصيرة إلى المتوسطة الأجل. إذا تم التفكير في هذا الاستخدام، فإن المستخدم الذي يتجنب استهلاك المشروبات الكحولية له أهمية خاصة، كما هو الحال في تجربة «بروفة» تستند إلى الدواء للتأكد من أن المستخدم يفهم الآثار الجانبية وقدرة هذا الدواء قبل الاستخدام. في بيئة عامة أكثر نسبيًا (حيث يمكن أن يكون التطهير من الآثار الجانبية الشائعة، مع عواقب وخيمة محتملة). يسبب التريازولام فقدان الذاكرة الأمامي، ولهذا السبب يديره الكثير من أطباء الأسنان للمرضى الذين يخضعون حتى لإجراءات بسيطة في طب الأسنان. وتعرف هذه الممارسة باسم طب التخدير.

## الآثار الجانبية
تشمل التفاعلات الدوائية الضارة المرتبطة باستخدام تريازولام ما يلي:
- شائع نسبيًا (> 1% من المرضى): نعاس، دوخة، شعور بالخفة، مشاكل التنسيق
- أقل شيوعًا (0.9% إلى 0.5% من المرضى): النشوة، عدم انتظام دقات القلب، التعب، حالات الارتباك/ضعف الذاكرة، التشنجات/الألم، الاكتئاب، الاضطرابات البصرية
- نادر (<0.5% من المرضى): الإمساك، تغيير الذوق، الإسهال، جفاف الفم، التهاب الجلد/الحساسية، الكوابيس، الأرق، الشلل النصفي، طنين الأذن، عسر التنفس، الضعف، الازدحام[13]

على الرغم من أن عقار البنزوديازيبيني قصير المفعول، قد يسبب التريازولام في الإصابة بضعف في اليوم التالي، وخاصة في صباح اليوم التالي. أظهر التحليل التلوي أن الآثار «البغيضة» التي تحصل بعد تناول التريازولام أثناء الليل هي النعاس، والإعاقة الحركية، والوظائف الإدراكية المتناقصة قد تستمر حتى اليوم التالي، مما قد يضعف قدرة المستخدمين على القيادة بأمان ويزيد من مخاطر السقوط وكسور الورك. تم الإبلاغ عن الارتباك وفقدان الذاكرة.
وجد تحليل تلوي عام 2009 أن أعلى الإصابة بنسبة 44% من الالتهابات الخفيفة، مثل التهاب البلعوم أو التهاب الجيوب الأنفية، لدى الأشخاص الذين يتناولون تريازولام أو أدوية منومة أخرى مقارنةً بأولئك الذين يتناولون دواءً وهمياً.

## موانع
البنزوديازيبينات تتطلب احتياطات خاصة إذا استخدمت لكبار السن، أوأثناء الحمل، عند الأطفال، ومدمني الكحول، أو في الأفراد الآخرين الذين يعتمدون على المخدرات والأفراد الذين يعانون من اضطرابات نفسية مرضية. ينتمي تريازولام إلى الفئة الحمل X من FDA. ومن المعروف أن لديها القدرة على التسبب في عيوب خلقية.

## جرعة زائدة
أعراض الجرعة الزائدة تشمل:
- غيبوبة
- نقص التهوية (اكتئاب الجهاز التنفسي)
- النعاس (النعاس)
- كلام غير واضح
- النويات[13]

يمكن أن تحدث الوفاة نتيجة تناول جرعة زائدة من تريازولام، ولكن من المرجح أن تحدث بالاقتران مع أدوية أخرى للاكتئاب مثل الأفيونيات أو الكحول أو مضادات الاكتئاب ثلاثية الحلقات.

## تاريخ
يعتبر استخدامه في الجرعات المنخفضة مقبولاً من قبل إدارة الغذاء والدواء الأمريكية والعديد من البلدان الأخرى.

### الوضع القانوني
تريازولام دواء مدرج في الجدول الرابع بموجب اتفاقية المؤثرات العقلية وقانون المواد الخاضعة للرقابة الأمريكية.

## روابط خارجية
- PubPK - تريازولام الدوائية
- Medlineplus.org - تريازولام
- Rx-List.com - تريازولام
- Inchem.org - تريازولام
- MentalHealth.com - تريازولام
- حول الخلاص  - نيوزويك 19 أغسطس 1991 - أحلام سعيدة أم كابوس؟
- http://www.sussex.ac.uk/sociology/ نسخة محفوظة 19 مايو 2019 على موقع واي باك مشين.